# الفجاحي (بعدان)

تعديل مصدري - تعديل

الفجاحي هي إحدى قرى عزلة بني عواض بمديرية بعدان التابعة لمحافظة إب، بلغ تعداد سكانها 208 نسمة حسب تعداد اليمن لعام 2004.